# Pintura da Grécia Antiga

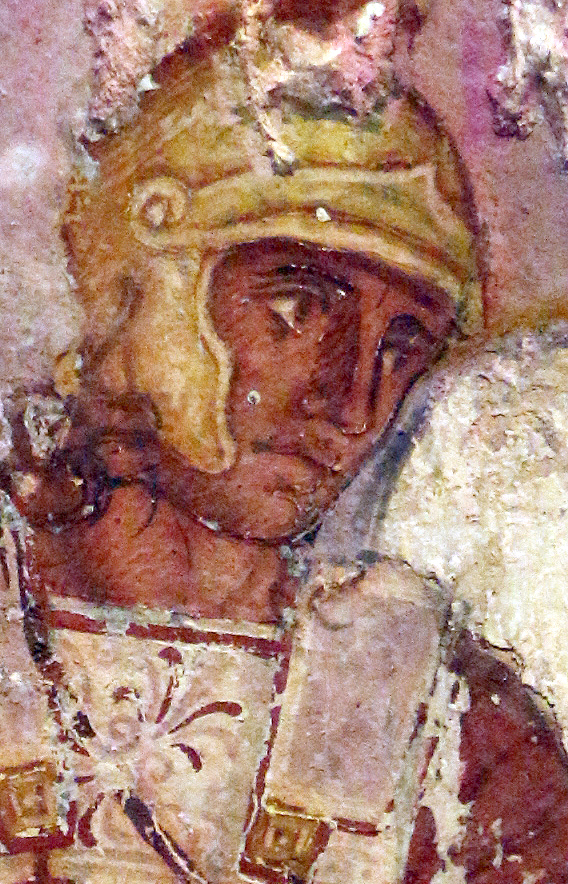
Detalhe do Sarcófago das Amazonas, c. 350-

A pintura da Grécia Antiga, embora no seu tempo uma das mais populares e prestigiadas formas de arte da Grécia Antiga, é uma das menos conhecidas nos dias de hoje, graças à inexistência quase total de exemplos sobreviventes em mural , e a maior parte do que se sabe deriva de fontes literárias e de cópias romanas. O caso da cerâmica é diferente, e ainda existe um grande acervo de vasos pintados. Porém, a pintura em cerâmica tinha convenções próprias e só vagamente serve como guia na compreensão do estilo pictórico grego como um todo. A pintura foi aplicada sobre diversos tipos de suporte e integrou outras modalidades de arte, como a estatuária, cenografia e arquitetura. Os gregos foram os inventores de técnicas como o modelado tridimensional com o uso de sombras e o ilusionismo trompe l'oeil. Eles fizeram experiências geométricas a partir de um ponto fixo, que quase os levou a descobrir a perspectiva.
Todas essas técnicas novas foram avidamente recebidas em seu tempo, tornaram-se a base da pintura ocidental ao longo dos séculos e ainda hoje são largamente utilizadas na prática da pintura contemporânea, o que demonstra a importância do seu legado e o brilho de seu engenho para encontrar soluções práticas para o problema, crucial para a pintura figurativa, como foi praticamente toda a pintura grega antiga, da representação em duas dimensões de uma realidade tridimensional. O desenvolvimento de grandes novas capacidades para essa representação e o impacto da produção da época entre seu público fez com que a pintura contribuísse, junto com a escultura, para o florescimento de um rico debate teórico a respeito da ética na arte, sobre os seus fundamentos científicos, suas capacidades pedagógicas e sua utilidade cívica, e sobre a natureza, o caráter e a função da mímese, um debate que mereceu a atenção de homens notáveis como Anaxágoras, Demócrito, Sócrates, Platão e Aristóteles.

## História

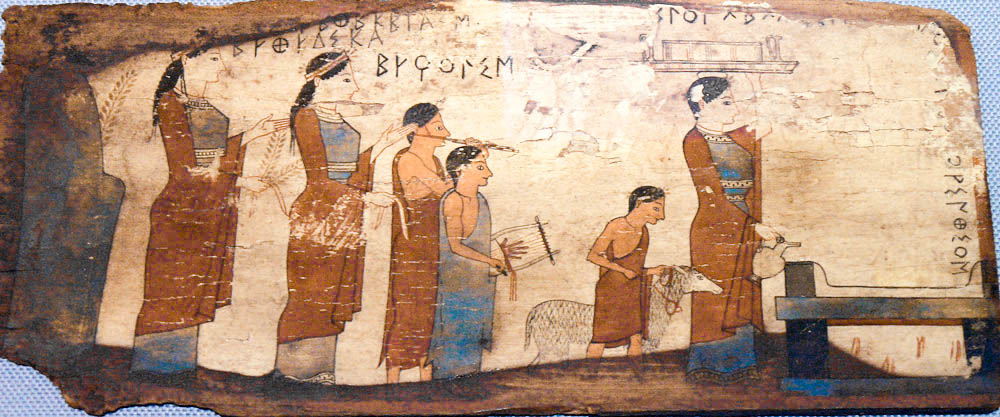
Placa de madeira pintada, encontrada em Corinto. século VI a.C. Museu Arqueológico Nacional de Atenas

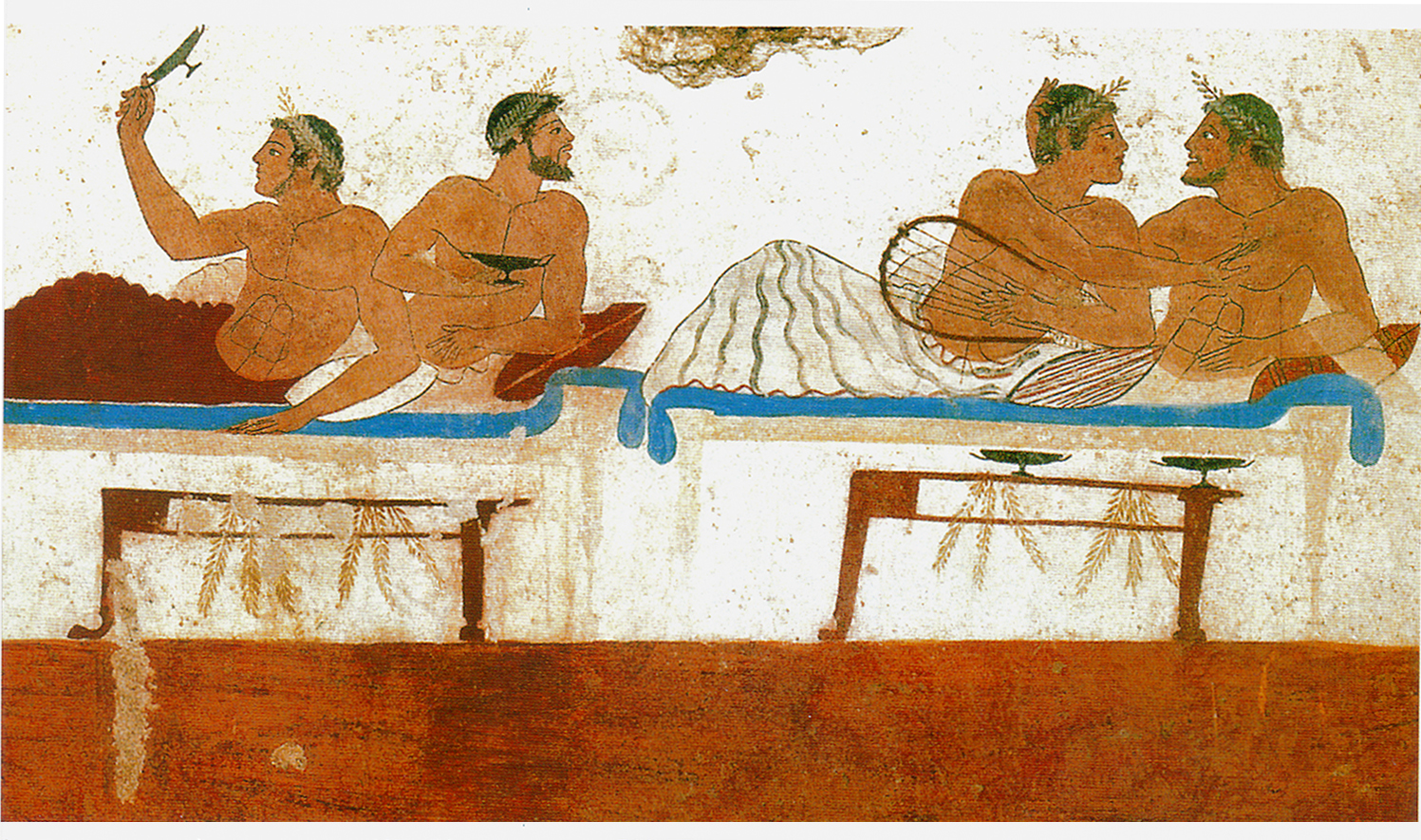
Afresco na Tumba do Mergulhador, em Pesto, com cena de simpósio, século V a.C.

O estudo da pintura da Grécia Antiga é problematizado por dois fatores principais. Em primeiro lugar, certamente, vem a extrema escassez de relíquias; em segundo, a outra fonte importante de informação, a literatura, muitas vezes foi produzida bem depois das obras que cita ou descreve, e não raro apresenta biografias, cronologias e atribuições de autoria pouco confiáveis. Além disso, ainda persistem grande confusão e disputas acerca do significado preciso da terminologia técnica usada naquele tempo, complicando os estudos teóricos.
Acerca da pintura durante o Período Arcaico sabe-se muito pouco. Foram registrados alguns nomes de pintores, como Cleantes, Ecfantos, Teléfanes, Eumaros e Cimon, mas só são citados como introdutores de alguma técnica particular - por exemplo, a Cleantes foi atribuída a realização do primeiro perfil, e de Cimon foi dito que distinguiu as figuras de homens e mulheres com cores diferentes - e só podemos especular como teria sido a sua produção. Alguns vestígios da pintura daquele período são encontrados em Termo e em algumas placas de madeira e cerâmica encontradas em Corinto, que traem a influência da arte egípcia e asiática, mantendo uma similitude com as técnicas de pintura em vasos, sendo em essência um desenho colorido. Outro exemplo importante por sua raridade, embora de qualidade medíocre, são os murais da Tumba do Mergulhador em Pesto, na Itália, de c. 480 a.C., revelando um bom conhecimento de anatomia e um desenho habilidoso, com olhos em perfil e elementos paisagísticos. Outros murais do Período Arcaico tardio são encontrados em tumbas na Ásia Menor. A arte mural etrusca desta época deve muito à arte grega, mas mesmo desenvolvendo-se em linhas próprias é uma fonte de informação preciosa para o conhecimento da pintura grega arcaica.
A partir do Período Clássico, na segunda metade do século V a.C., a pintura rapidamente adquire independência do estilo gráfico típico da cerâmica, passando para um tratamento de fato pictórico das superfícies, com emprego de vivos efeitos de pincel, velaturas, pontilhismos e chiaroscuro, além do desenvolvimento de superfícies pintadas em passagens sutis de uma cor para outra (degradê), em vez de áreas planas uniformes. Também se iniciaram frutíferas pesquisas de ilusionismo visual, escorço e perspectiva, possivelmente por influência da cenografia teatral, cujo sucesso de público foi instantâneo. Sua temática era basicamente a mitologia e a história, bem como a celebração da grandeza da cidade e de seus heróis e cidadãos exemplares. Assim, a pintura encontrava utilidade geralmente na decoração de edifícios públicos e templos. Desde então a pintura se tornou ubíqua em toda a área de influência grega, tendo Atenas como seu principal pólo irradiador.

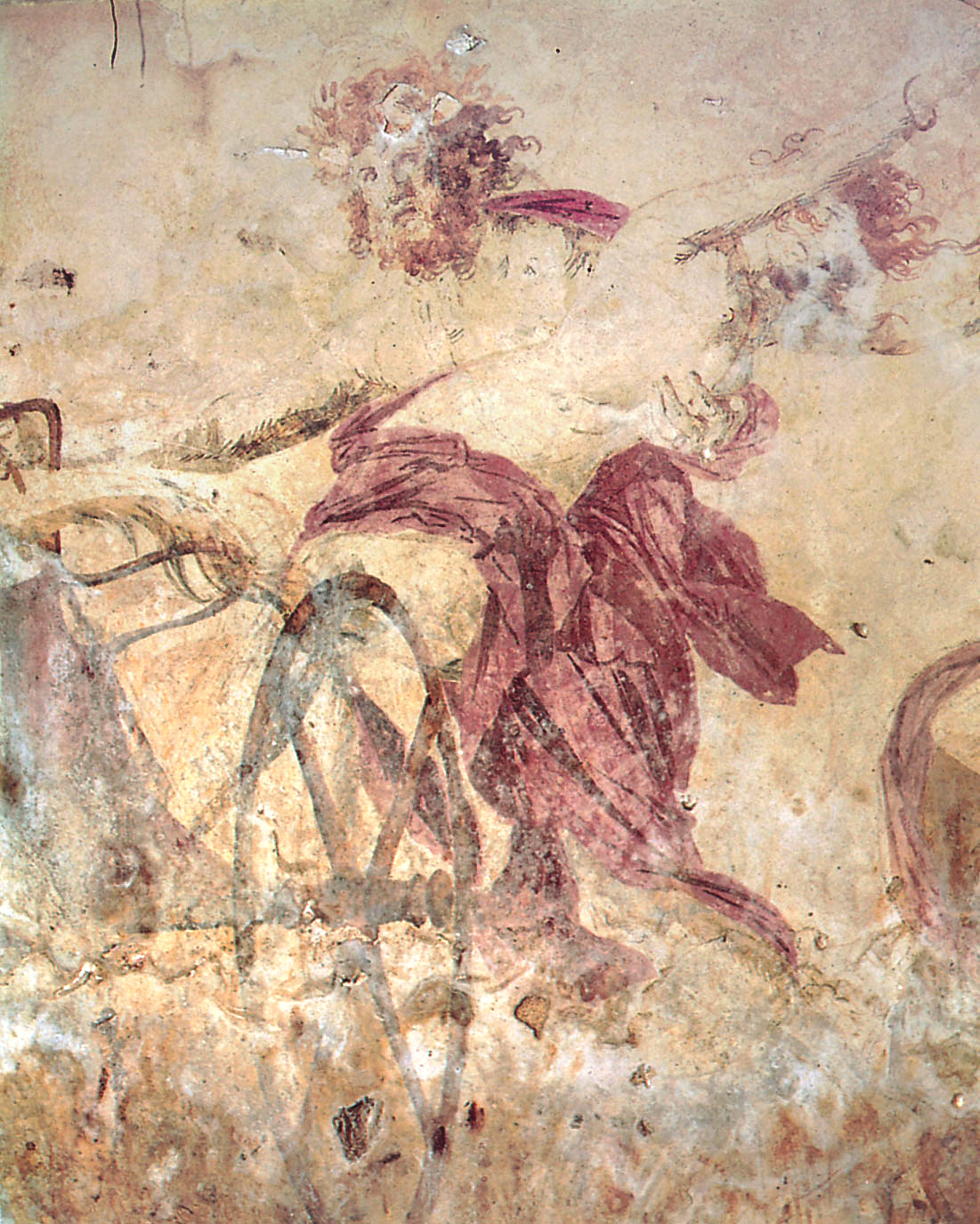
Afresco O Rapto de Perséfone, de autor anônimo, na Pequena Tumba Real em Vergina, século IV a.C.

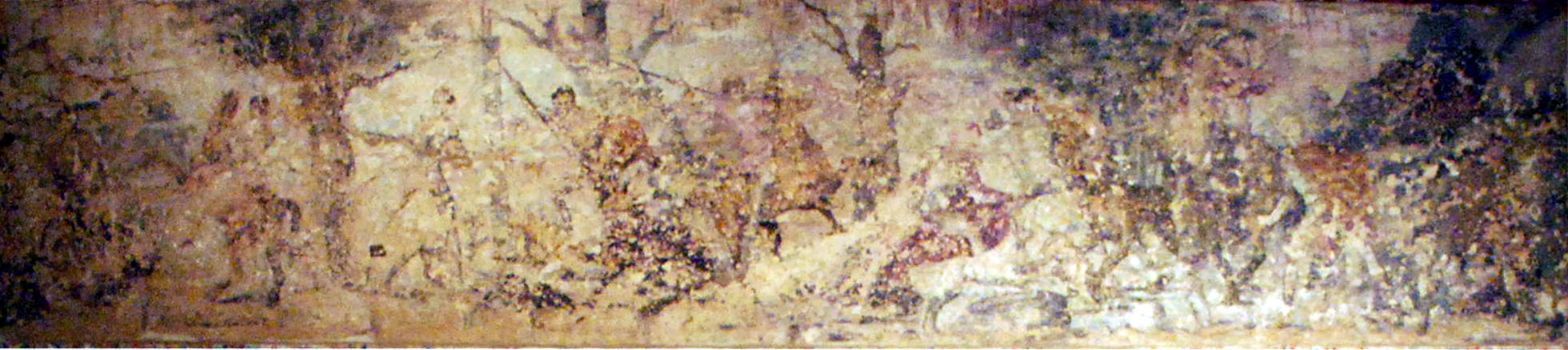
Cena de caça ao leão na Tumba Real de Vergina

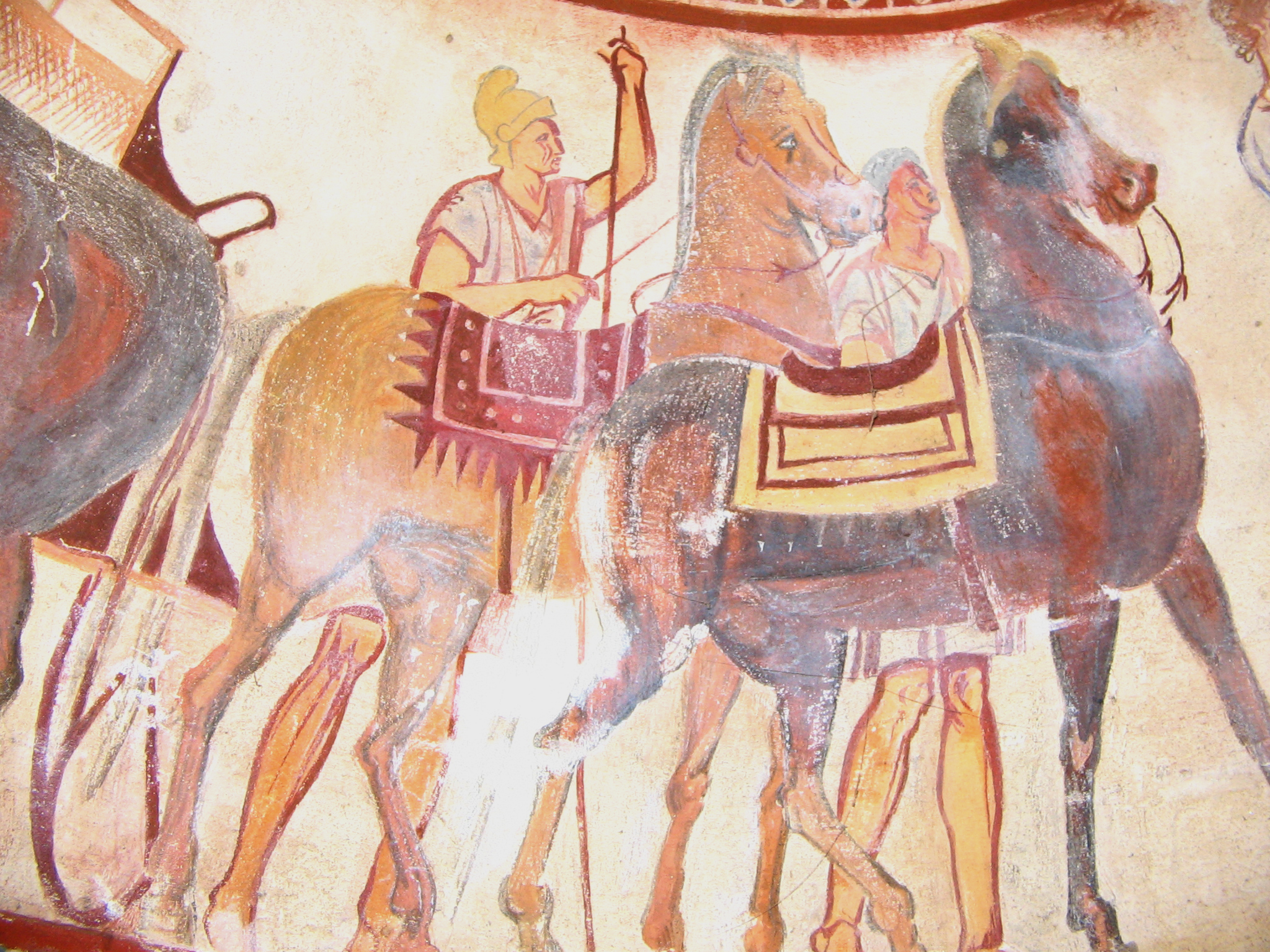
Afresco na Tumba de Kalanzak

Nesta fase outros artistas deixaram seu nome na memória dos pósteros, como Agatarcos, um pintor ligado ao teatro que introduziu inovações na perspectiva, e Polignoto, o mais importante do Período Clássico, ativo em Atenas, que aparece na literatura como autor de várias cenas complexas e movimentadas, como batalhas entre os atenienses e os lacedemônios, entre Teseu e as amazonas, a Batalha de Maratona e a tomada de Troia. Foi auxiliado por Mícon, outro grande mestre do período, na decoração do templo dos Dióscuros. Em Delfos deixou sua obra mais célebre, uma série de afrescos sobre a tomada de Troia e a viagem de Odisseu. Segundo os relatos, usou uma técnica muito simplificada, somente com quatro cores - branco, vermelho, preto e amarelo - e sem perspectiva, mas foi muito louvada pela harmonia da composição, pelo desenho delicado, pela rica expressão das figuras e pela nobreza de suas formas. Mícon e seu irmão Paneno ganharam reputação própria, e elevada. Trabalharam juntos em murais e foram comparados a Polignoto em estilo. Também deve ser lembrado Apolodoro pela introdução do sombreado, pelo que foi conhecido como "Pintor Sombra".
Depois da Guerra do Peloponeso (431–404), Sicião começou a se tornar um importante centro irradiador de influência, desencadeando uma mudança no uso social da arte. O interesse da representação se deslocou do ethos para o pathos, e apareceram outros temas, como cenas domésticas e festejos seculares. Também foram explorados as capacidades da linha e da cor e os aspectos científicos da forma e da representação. Até então principalmente entendida como uma atividade de utilidade pública e coletiva, recaindo as preferências nos grandes afrescos em edifícios públicos, agora a pintura se popularizava e se tornava também um bem de consumo privado. Multiplicam-se os painéis portáteis pintados sobre madeira para uso doméstico ou puramente decorativo, e de custo muito menor. Mas, sobretudo, enfatizou-se a busca de um ilusionismo ainda mais acentuado. O nome mais notável da Escola de Sicião é Eupompo, citado como autor de uma pintura de um atleta vencedor. Segue-se o seu discípulo Pânfilo, também um grande professor. Melâncio foi citado como mestre na composição, e Páusias, como mestre na perspectiva e no escorço, além de ser creditado como o introdutor da técnica da encáustica. Ao mesmo tempo outros centros despontavam na Jônia, em especial em Éfeso.
O mérito maior da chamada Escola Jônia estava na sutilização do colorismo e no aperfeiçoamento do sombreado, conferindo às imagens uma acentuada ilusão de tridimensionalidade, efeito que se tornou um interesse central nesta fase. Muitas anedotas sobrevivem a respeito dos esforços dos pintores em busca de um ilusionismo perfeito. Como exemplo, citam-se frequentemente as disputas entre dois dos nomes mais célebres deste período, Zêuxis e Parrásio. O primeiro teria pintado uma tela mostrando uvas tão perfeitas que induziram aves a bicá-las; o outro, por seu turno, teria enganado até o seu rival com um painel de perspectiva. À parte as anedotas, Zêuxis foi celebrado pela terna delicadeza de seus retratos femininos, pela vivacidade de expressão de suas figuras e pela escolha de temas mitológicos raramente representados. Parrásio ganhou fama como introdutor de um cânone de proporções, como desenhista insuperável e como pintor de retratos cheios de graça e beleza sensual, dando grande atenção aos detalhes. Além disso, teria alcançado grande penetração psicológica no retrato de seus personagens, pintando temas de fúria, melancolia e loucura. Ainda deve ser lembrado o pintor Timantes, elogiado pela sua fertilíssima criatividade em composições complexas, onde explorou temáticas de forte apelo emocional.
Apeles, talvez o mais ilustre dos pintores da Grécia antiga, foi um artista de transição entre o classicismo e o helenismo, introdutor de inovações técnicas, autor de um tratado sobre pintura, infelizmente perdido, e pintor oficial de Alexandre o Grande. Nada de sua produção chegou até nós, mas as descrições que foram feitas por Plínio e Pausânias influenciaram artistas até no Renascimento. Foi descrito como dominando e fundindo os estilos das escolas de Sicião e da Jônia, e autor de obras de beleza e graça insuperáveis, conseguidas pelo uso virtuosístico de um cromatismo sutil, um desenho requintado e nobres formas. Sua peça mais famosa foi um Nascimento de Afrodite, produzido para o Templo de Asclépio em Cós e mais tarde levado para Roma para ser depositado no Templo de César como preciosíssima aquisição, cujo custo foi a fortuna de cem talentos, e que talvez sobreviva em uma cópia mural em Pompeia. Pintou vários retratos de Alexandre, que o apreciava enormemente e só para ele posava. Entre os contemporâneos de Apeles devem ser citado Protógenes, cuja pintura de Ialiso, segundo a tradição, petrificou de admiração o próprio Apeles; Écion, autor de uma aplaudida cena de Alexandre e Roxana; Antifilo, que preferia cenas burlescas e domésticas, e Téon, distinguido por suas cenas dramáticas e cheias de movimento.

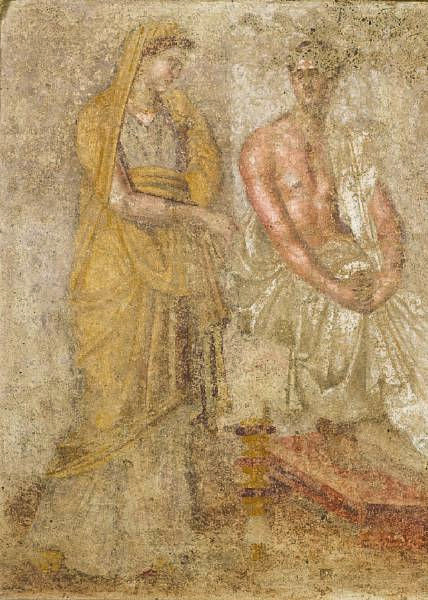
Mural em tumba helenística, século III a.C.

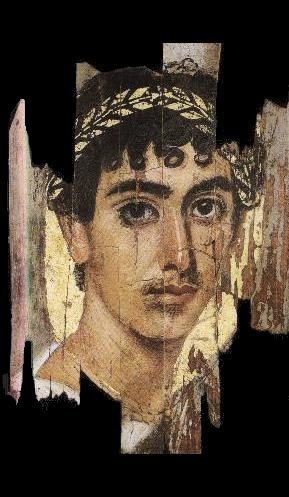
Retrato fúnebre em encáustica, século II a.C., de Faium

Entre o pouco que sobreviveu da transição do Período Clássico tardio para o helenismo estão os importantes e sofisticados afrescos das Tumbas Reais de Vergina, compostos por uma grande cena de caça ao leão e pelo rapto de Perséfone, de grande maestria no desenho e na liberdade das pinceladas; o bem conhecido Sarcófago das Amazonas, achado em Tarquinia, na Etrúria, mas provavelmente produzido por um pintor da Magna Grécia, e os afrescos da Grande Tumba de Lefcádia, que incluem surpreendentes métopes pintadas imitando ilusionisticamente as métopes em relevo do Partenon.
Durante o helenismo a pintura grega se internacionalizou ainda mais, sendo levada por Alexandre até a Ásia e o norte da África. Desta fase os exemplos remanescentes são um pouco mais numerosos. Em Alexandria se encontraram pinturas em bom estado em estelas funerárias da Tumba do Soldado, datando dos séculos IV e III a.C., que evidenciam uma técnica sofisticada e uma sutil gradação de cores. Outras estelas, sarcófagos pintados e fragmentos de pinturas murais foram encontradas em inúmeras tumbas, palácios e residências de Demétrias, Sídon, Atenas, Cnido, Pela, Delos e Pérgamo, entre outras cidades. Um grande exemplo mural está em uma tumba principesca da Necrópole de Kalanzak, com várias cenas da vida da corte e ritos fúnebres. Esta relíquia, de alta qualidade técnica e estética, constitui o único exemplo de pintura mural helenística ainda em excelentes condições de conservação, e é hoje um Patrimônio Mundial.
O interesse pelo ilusionismo sempre se manteve em alta, mas os temas populares se tornaram cada vez mais apreciados, entre eles a natureza-morta, a paisagem e as cenas domésticas, que se encontravam até em miniaturas. Ao mesmo tempo, os produtores de mosaicos começavam a imitar efeitos tipicamente pictóricos, sendo especialmente afamado o mosaicista Soso, autor de uma cena doméstica em Pérgamo de grande requinte, com efeitos de degradê e cheia de detalhes pitorescos minuciosamente trabalhados. Entre os pintores populares se destacou Pirico, criador de obras muito apreciadas mostrando interiores detalhados de barbearias, estábulos, lojas e outros estabelecimentos do povo, e entre os mais eruditos desta fase, mantendo viva uma tradição mais antiga em composições mitológicas e históricas, pode ser citado Timômaco, cuja obra Ájax e Medeia foi adquirida por Júlio César por oitenta talentos, uma grande fortuna. Isso e outras evidências provam o alto apreço de que a pintura grega desfrutava entre os romanos.
De fato, a pintura romana pode ser considerada a última floração direta da pintura grega. Não só a pintura era admiradíssima pelos romanos, mas toda a cultura grega, que copiaram ou emularam de várias maneiras. Inúmeros artistas gregos e helenistas trabalharam em Roma e ali fizeram escola, como Gorgasos, Damófilo, Timômaco de Bizâncio, e as pinturas gregas estavam entre as mais cobiçadas presas de guerra. Ricos patrícios e imperadores competiam na formação de coleções e galerias e no patronato dos artistas. Embora o acervo de pintura romana a sobreviver também seja muito escasso, em Pompeia e Herculano conseguiu chegar aos nossos dias um grande e valiosíssimo conjunto de afrescos de alta qualidade que são grandemente devedores do exemplo grego, permitindo formarmos uma ideia aproximada do que foi a pintura grega erudita em seu apogeu. E do Egito romanizado provém o maior e mais bem preservado conjunto de pinturas em têmpera e encáustica do mundo greco-romano. Todas elas são retratos de caráter fúnebre, encontrados sobre a face de múmias enterradas em Faium. Em estilo esta produção é herdeira direta da tradição helenística, e fica evidente a habilidade dos artistas na caracterização individual dos sujeitos, apresentando muitos exemplos de intensa expressividade.

## As técnicas

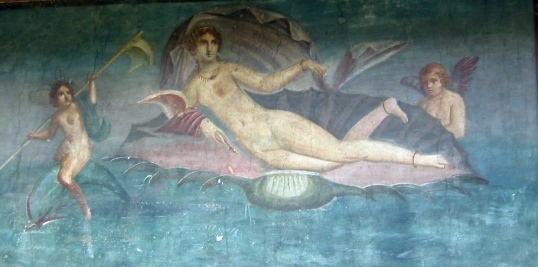
Acredita-se que este afresco de Pompeia seja baseado em uma Afrodite pintada por Apeles

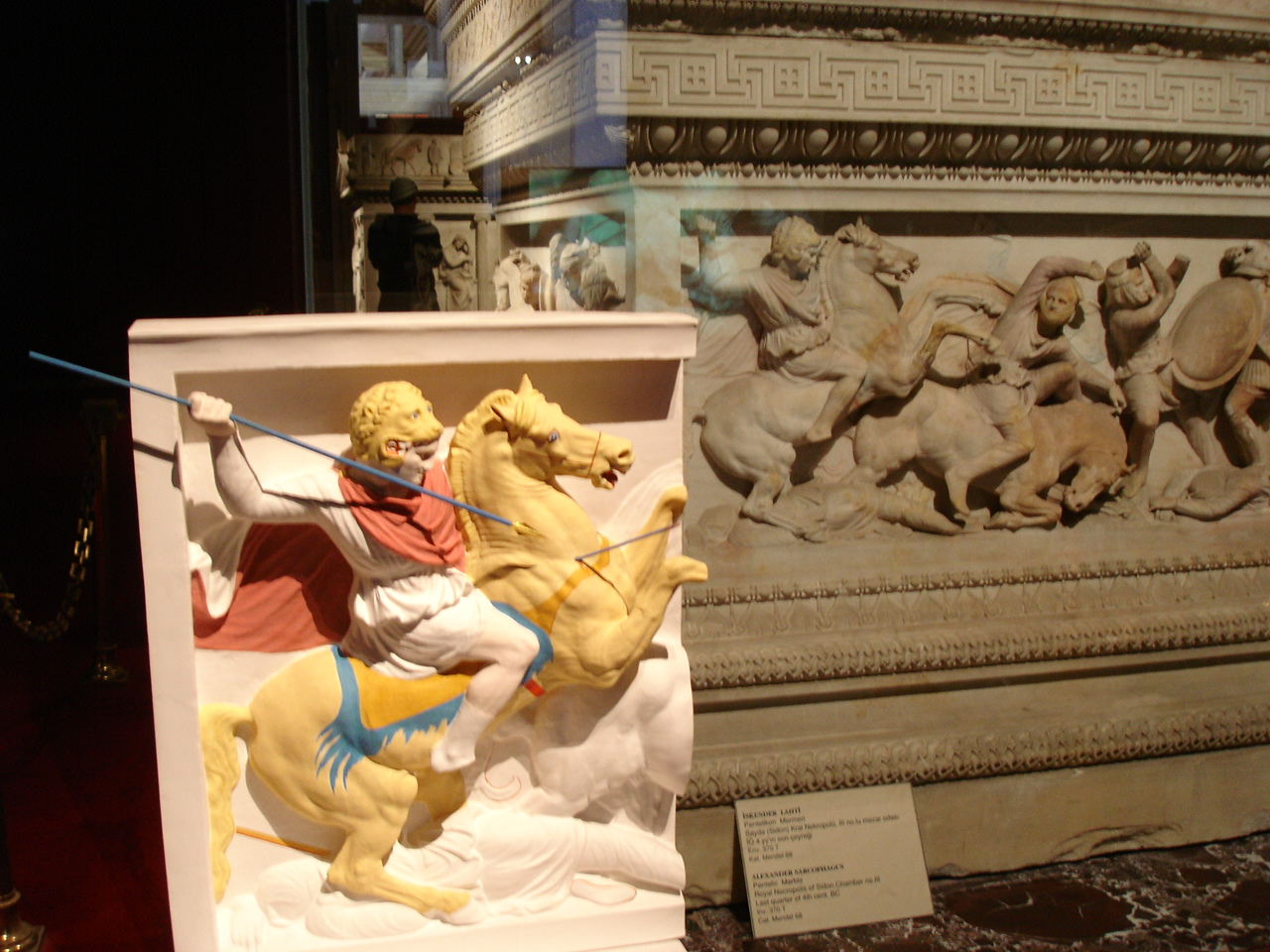
Reconstituição da policromia original de parte do Sarcófago de Alexandre

Os gregos são reputados como os precursores da pintura ocidental em diversos aspectos, tendo desenvolvido a representação com ilusão de tridimensionalidade através do sombreado e de elementos de perspectiva, inovações aparecidas por volta do século V a.C. Até então a representação da figura era basicamente plana e linear, com a cor meramente preenchendo áreas definidas por um contorno. Outro aspecto bastante característico da fase clássica foi a ampliação da paleta de cores. Entretanto, para os afrescos a paleta básica continuou uma antiga tradição de utilizar tons obtidos de óxidos minerais, predominando os ocres, vermelhos, amarelos e o branco, além do preto obtido do carvão, todas de grande estabilidade. Outras cores, como os azuis, púrpuras e verdes, ou eram instáveis ou sua produção era excessivamente cara, limitando o seu uso.
Quanto aos suportes, é geralmente aceito que eram usados a madeira, a pedra (incluindo a alvenaria das construções), o gesso e a terracota. Não há evidências sólidas do uso de suportes em tecido como a tela de algodão, salvo para uso em cenários de representações teatrais, só sendo mais largamente empregados a partir do período romano. Nos materiais eram comuns o afresco e a têmpera, com a encáustica sendo introduzida pela escola de Sicião. O óleo parece ter sido conhecido, mas não largamente empregado. Os motivos, como em toda a arte grega antiga, privilegiavam o corpo humano, com representação de uma variedade de cenas de heróis e deuses, bem como de momentos mais prosaicos e domésticos. A paisagem e os elementos arquiteturais de fundo foram sempre tratados mais simplificadamente, mas a ornamentação geométrica e fitomorfa era generalizada.

### Pintura de estátuas e arquitetura
Elemento importante no estilo da arte grega em todos os períodos era a pintura decorativa realizada sobre estatuária e arquitetura. Embora tal prática tenha sido por longo tempo ignorada pelos estudiosos, dada a escassez de relíquias, hoje se sabe que boa parte, senão a totalidade, da escultura grega recebia pigmentação, e diversos detalhes da arquitetura igualmente eram coloridos. Ainda subsistem estátuas e monumentos com resíduos de pigmento, mas por muito tempo foram acreditados como acréscimos espúrios de épocas posteriores ou no máximo casos pontuais que não constituíam regra. Estudos recentes, contudo, desmentiram esta impressão e atestaram o largo uso deste tipo de intervenção decorativa, obrigado a uma revisão radical na apreciação moderna da arte grega antiga.
Uma interessante exposição promovida pela Gliptoteca de Munique, intitulada Bunte Götter, e que itinerou por vários museus da Europa, mostrou reproduções de peças de vários períodos com tentativas de reconstrução da pigmentação, com resultados deveras surpreendentes.

### Pintura na cerâmica

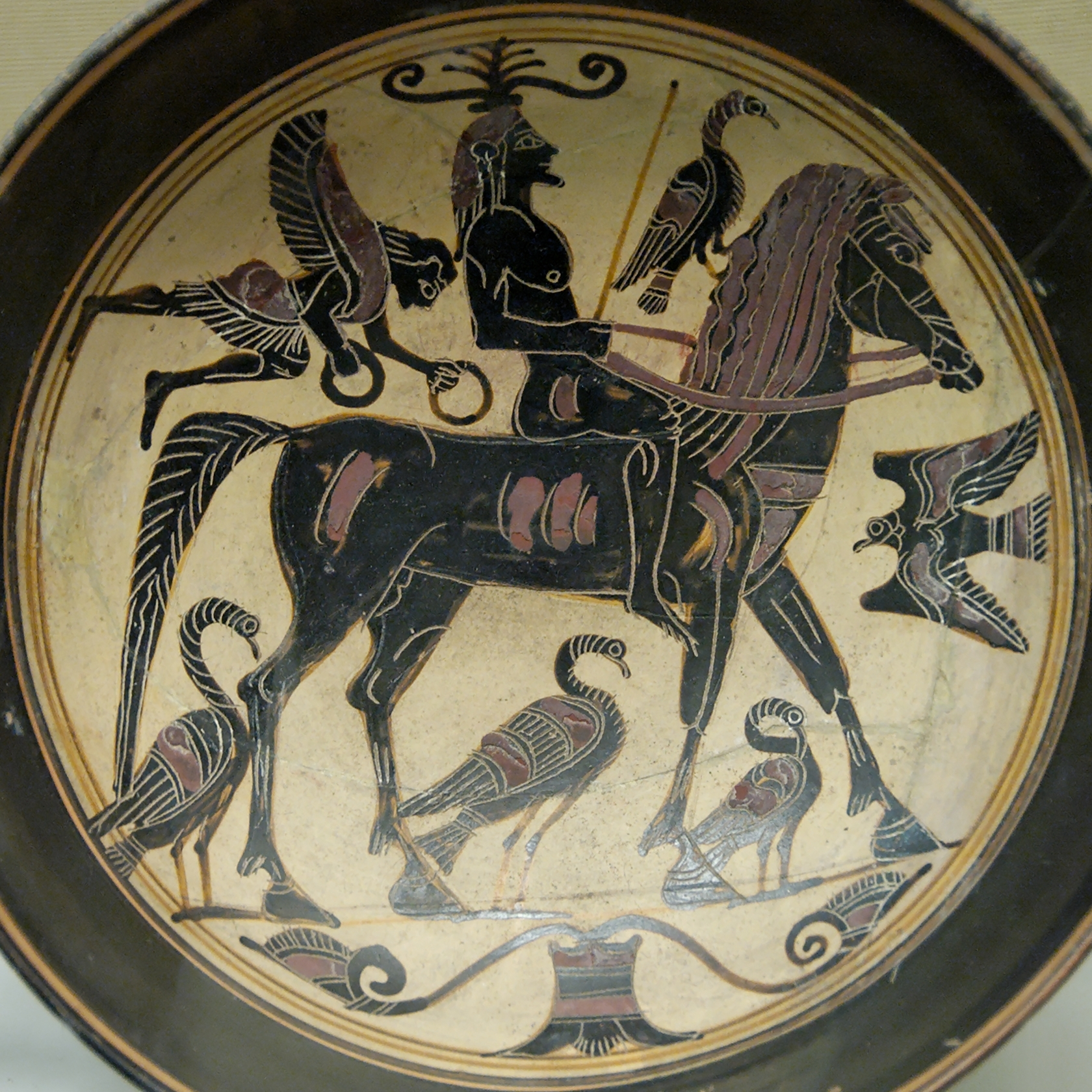
Fundo de cálice em figura negra, 550-530 a.C.

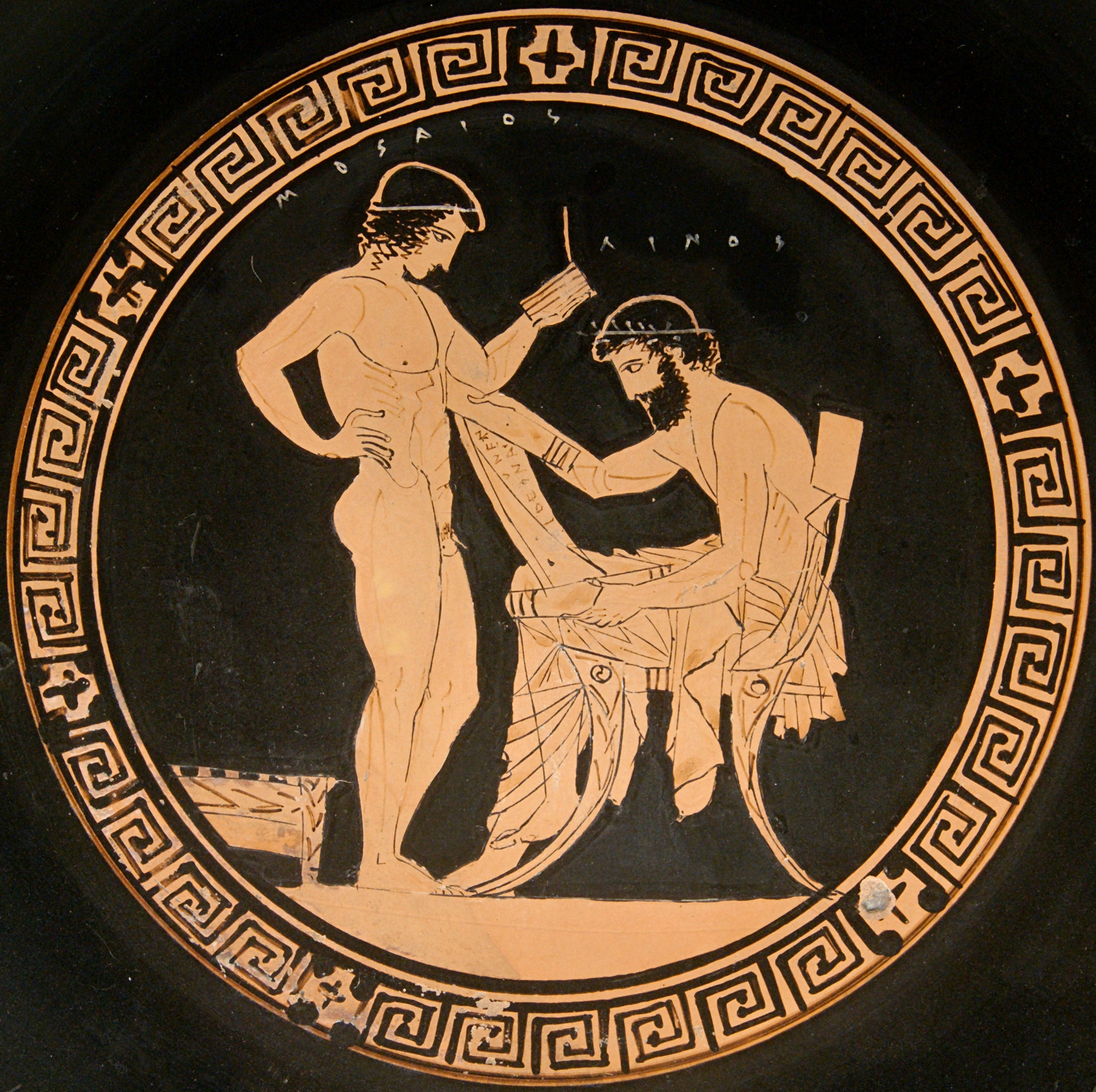
Fundo de cálice em figura vermelha, 440-435 a.C.

A maior parte dos relictos pictóricos que sobrevivem da Grécia Antiga se encontra na vasta produção de vasos para uso decorativo ou utilitário. Mas é importante lembrar que a partir do Período Clássico a pintura sobre cerâmica passou a constituir uma esfera especial, com técnicas e estética diferenciadas, basicamente de caráter gráfico e não propriamente pictórico, muito diversa da pintura mural ou de painéis cênicos. Mesmo assim é uma arte que merece atenção pela riqueza de soluções plásticas, pela sua beleza e grande efeito decorativo, e pela enorme quantidade de peças que sobreviveram até os dias de hoje, possibilitando pelo menos sobre esta modalidade de pintura formarmos um panorama bastante detalhado sobre suas origens, evolução e influência sobre outras culturas.
Os gregos em geral faziam vasos com propósitos simplesmente utilitário. As ânforas panatenaicas, usadas como troféus nos jogos eram exceções a essa regra. No helenismo, porém, a cerâmica puramente decorativa foi mais largamente cultivada. A maioria dos ceramistas e pintores são geralmente identificados por seu estilo (Pintor de Berlim, etc..), visto que poucas obras eram assinadas pelos autores. 
A história da pintura dos vasos gregos pode ser dividida estilisticamente em:
- Estilo Protogeométrico – de aproximadamente 1 050 a.C.;
- Estilo Geométrico – de aproximadamente 900 a.C.;
- Estilo Arcaico – de aproximadamente 750 a.C.;
- Pinturas negras – do aproximadamente entre (700–600 a.C.);
- Pinturas vermelhas – de aproximadamente 530 a.C..

Durante os períodos Protogeométrico e Geométrico a cerâmica grega foi decorada com projetos abstratos. Exemplos de obras deste período podem ser encontradas no sítio arqueológico de Lefcandi e  no cemitério de Dípilo, em Atenas. Em períodos posteriores, com a mudança estética os temas mudaram, passando a ser figuras humanas. A batalha e cenas de caçada também eram populares. Em períodos posteriores, temas eróticos, tanto homossexual quanto heterossexual, tornaram-se comum. 
Como na escultura, no Período Arcaico a pintura grega lembrava a egípcia, com todos os símbolos e detalhes usados de forma a simplificar o desenho, como os pés sempre de lado (são mais difíceis de serem desenhados vistos de frente) e os rostos de perfil com o olho virado para a frente (os olhos também eram complicados de se desenhar de perfil), além da firmeza e do equilíbrio comum a esta.
As pinturas representavam o cotidiano das pessoas e cenas mitológicas, como deuses e semideuses. A pintura grega de vasos basicamente conta histórias. Muitos vasos trazem episódios das aventuras contadas por Homero na Ilíada e na Odisseia. 

#### Figuras negras
Exéquias foi considerado o maior pintor do estilo figuras negras. Outros também se destacaram, como Clítias e Sófilos. Neste tipo de cerâmica, os personagens da ânfora são pintados de preto, permanecendo o fundo com a cor natural da argila. Essas são as chamadas figuras negras. Após a pintura o contorno e o interior do desenho eram riscados com uma ferramenta pontiaguda, de forma que a tinta preta fosse retirada.

#### Figuras vermelhas
Em 530 a.C. ocorreu uma revolução na pintura de cerâmicas, surgindo as figuras vermelhas. Um discípulo de Exéquias, o Pintor de Andócides, decidiu inverter o esquema de cores, ficando o fundo preto com as figuras da cor vermelha do barro cozido. Era uma cópia no antigo padrão, com praticamente os mesmos detalhes, mas com as cores invertidas. O Grupo Pioneiro, que usava a pintura vermelha, era composto de alguns dos melhores ceramistas da Grécia, tais como Eufrônio e Eutimidas. Com a evolução da técnica, surgiram várias escolas diferentes, cada uma delas com um estilo distinto: Pintor de Berlim, Pintor de Cleofrades, Douris, Onesimos, Pintor de Aquiles, Pintor de Niobid, Polignoto, Pintor de Cleofão. A última fase deste estilo é representada pelo Pintor de Meidias. A produção de vasos em Atenas parou em cerca de 330 a.C. possivelmente devido ao controle de Alexandre, o Grande pela cidade. Contudo, a produção continuou em colônias gregas do sul da Itália.

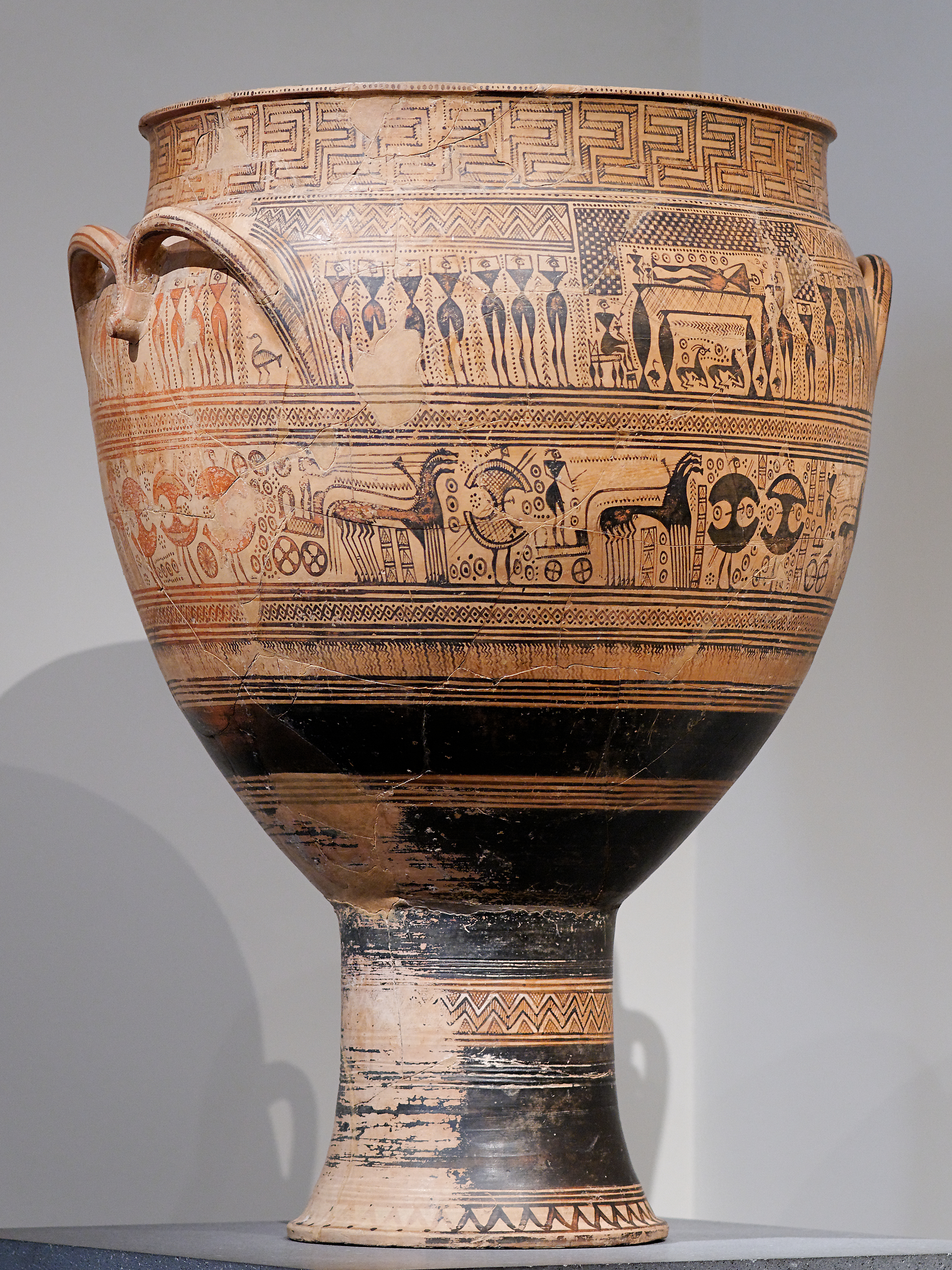
Cratera, 750-735 a.C.
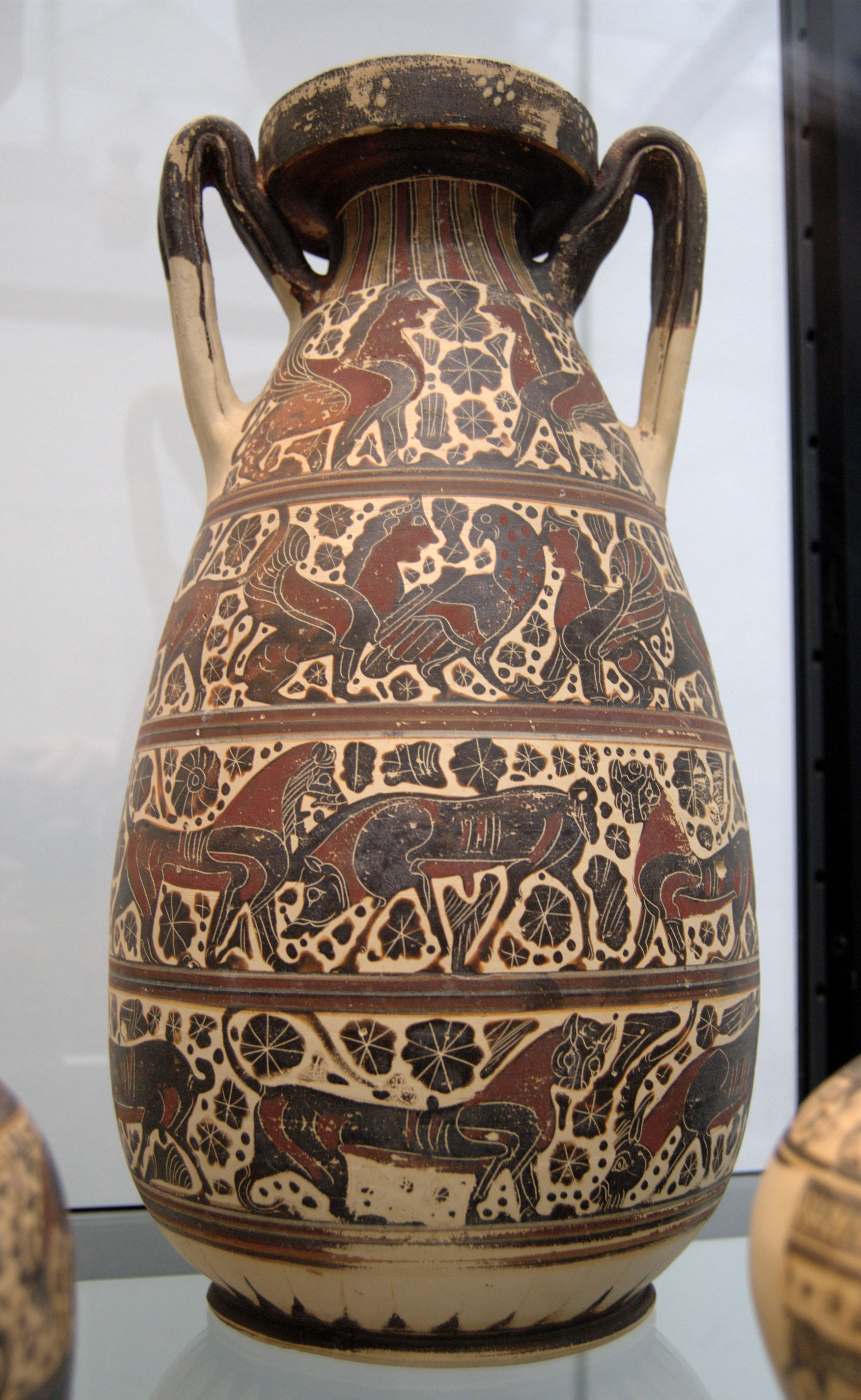
Vaso, 580 a.C.
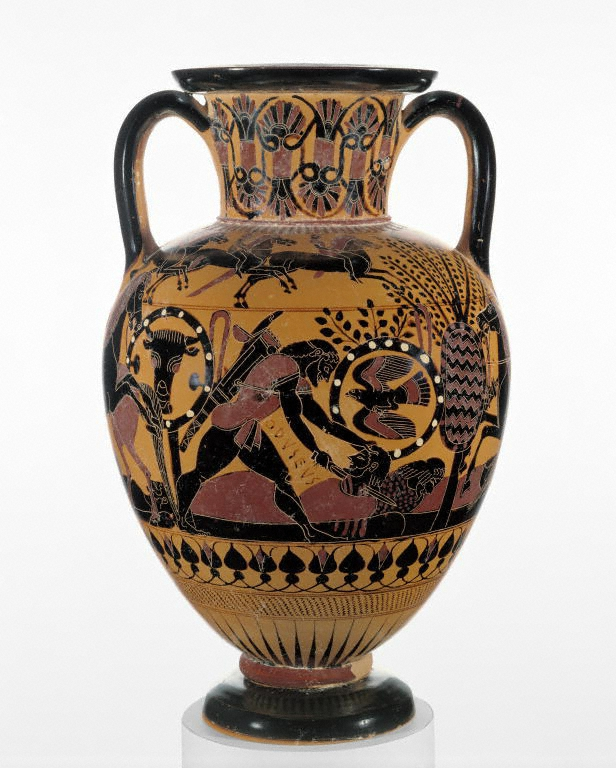
Ânfora, 540 a.C.
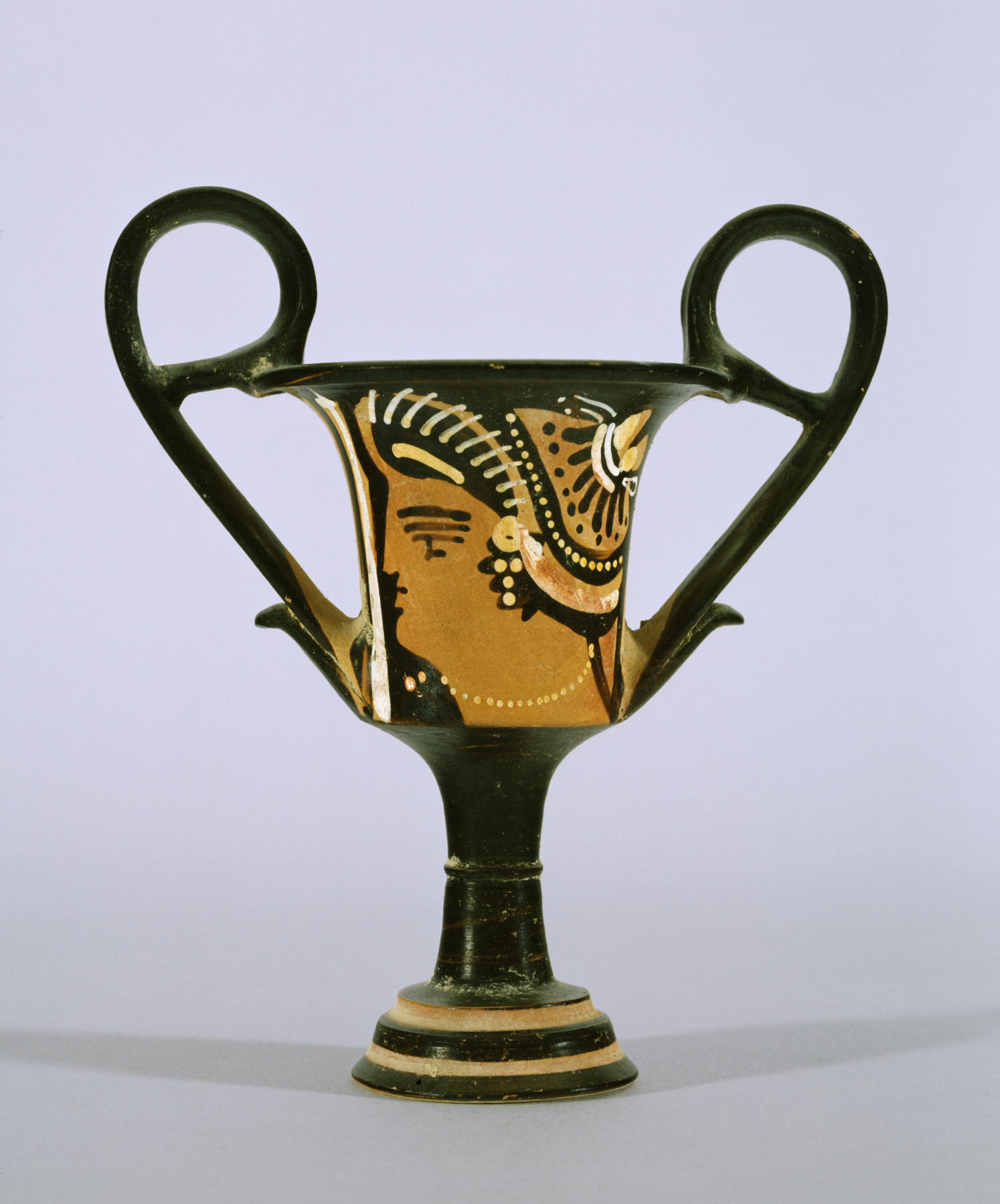
Cântaro, 320-310 a.C.